# Maria Lucrezia Zileri dal Verme
Maria Lucrezia Zileri dal Verme, al secolo Drusilla (Parma, 1º agosto 1839 – Parma, 3 agosto 1923), è stata una religiosa italiana, riformatrice e seconda fondatrice della congregazione delle Suore Orsoline Missionarie del Sacro Cuore di Gesù.

## Biografia
Nacque dal conte Giulio Zileri e dalla contessa Lucrezia Dal Verme. Suo padre fu podestà di Parma e ricoprì la carica di capo dell'amministrazione dei palazzi reali del ducato; una delle sue sorelle abbracciò la vita religiosa nella Società del Sacro Cuore di Gesù e un fratello, volontario per la difesa di Pio IX, cadde in battaglia nel 1862.
Durante l'infanzia soggiornò a Vicenza e Ferrara, dove la sua famiglia era stata confinata: fu allieva delle dame orsoline di Parma. Rifiutata una proposta di matrimonio, contro la volontà del padre (che, rimasto vedovo, nel 1871 divenne un sacerdote della Compagnia di Gesù), il 7 luglio del 1858 Drusilla entrò nella congregazione delle orsoline e il 21 novembre del 1859 emise la sua professione dei voti, assumendo il nome religioso di Maria Lucrezia (quello di sua madre).
Fu maestra delle novizie e, nel 1886 venne eletta superiora del convento: con l'appoggio di papa Leone XIII riformò il suo istituto indirizzando il suo apostolato verso i nuovi bisogni della società e all'opera missionaria: la Santa Sede approvò la nuova congregazione (detta delle Orsoline del Sacro Cuore di Gesù) l'8 maggio 1899.
Il centenario della morte è stato commemorato nel 2023.

## Il culto
Nel 1939 iniziò la fase diocesana del suo processo di beatificazione: la causa venne introdotta il 28 ottobre del 1975. Decretatane l'eroicità delle virtù, il 21 dicembre del 1991 papa Giovanni Paolo II le ha riconosciuto il titolo di venerabile.